# Mile Sterjovski
Mile Sterjovski (né le 27 mai 1979 à Wollongong, Nouvelle-Galles du Sud) est un footballeur puis entraîneur australien. Il est d'origine macédonienne.

## Carrière
Sterjovski a participé avec l'Australie aux Jeux olympiques d'été de 2000 à Sydney. Depuis l'année 2000 il a été sélectionné à 39 reprises en équipe d'Australie, marquant sept buts. Dans la saison 2001/2002, lors de la dernière journée de championnat, il met avec le Lille OSC à la 66e minute un but qui empêche le Paris SG de se qualifier pour la Ligue des Champions.
Lors de la saison 2002-2003, il marque des buts décisifs pour le maintien du Lille OSC en fin de saison contre AC Ajaccio, Stade rennais Football Club et Montpellier Hérault Sport Club.
En juillet 2007 Mile Sterjovski quitte le Football Club Bâle en étant en fin de contrat, il s'engage avec un club turc promu dans l'élite : le Gençlerbirliği OFTAŞ. Le 2 septembre 2007, il marque un but contre Fenerbahçe pour son premier match sous ses nouvelles couleurs. Seulement 6 mois après son arrivée en Turquie, il s'engage en faveur de Derby County.
En juin 2009, il décide de rentrer au pays et signe à Perth Glory pour avoir du temps de jeu et pour être peut être sélectionné pour jouer la coupe du monde 2010. Le 11 mai 2010 il annonce sa retraite international après sa non-sélection dans la pré-liste pour la coupe du monde.
En février 2012 il quitte le championnat Australien pour en découvrir un nouveau en s'engageant avec le club chinois de Dalian Aerbin.
Après 5 mois passé en Chine, Mile revient en Australie en juillet 2012 en s'engageant pour le club des Central Coast Mariners FC.
En février 2014, il annonce mettre un terme à sa carrière.

## Statistiques
| Saison      | Club                   | Pays       | Championnat            | Championnat | Championnat | Championnat  | Championnat  | Europe | Europe | Europe |
| Saison      | Club                   | Pays       | Division               | Matchs      | Buts        | Carton jaune | Carton rouge | Coupe  | Matchs | Buts   |
| ----------- | ---------------------- | ---------- | ---------------------- | ----------- | ----------- | ------------ | ------------ | ------ | ------ | ------ |
| 1995 - 1996 | Wollongong Wolves      | Australie  | National Soccer League | 2           | 0           | ?            | ?            | /      | -      | -      |
| 1996 - 1997 | Illawara Lions         | Australie  | New South Wales PL     | 0           | 0           | 0            | 0            | /      | -      | -      |
| 1997 - 1998 | Sydney United FC       | Australie  | National Soccer League | 11          | 2           | ?            | ?            | /      | -      | -      |
| 1998 - 1999 | Sydney United FC       | Australie  | National Soccer League | 26          | 18          | ?            | ?            | /      | -      | -      |
| 1999 - 2000 | Parramatta Power       | Australie  | National Soccer League | 31          | 11          | ?            | ?            | /      | -      | -      |
| 2000 - 2001 | Lille OSC              | France     | Ligue 1                | 22          | 4           | ?            | 0            | /      | -      | -      |
| 2001 - 2002 | Lille OSC              | France     | Ligue 1                | 25          | 6           | ?            | ?            | C1+C3  | 5+3    | 0+1    |
| 2002 - 2003 | Lille OSC              | France     | Ligue 1                | 23          | 5           | ?            | 0            | IT     | 4      | 0      |
| 2003 - 2004 | Lille OSC              | France     | Ligue 1                | 21          | 0           | ?            | ?            | /      | -      | -      |
| 2004 - 2005 | FC Bâle                | Suisse     | Super League           | 28          | 1           | ?            | ?            | C1     | 1      | 1      |
| 2005 - 2006 | FC Bâle                | Suisse     | Super League           | 31          | 7           | ?            | ?            | /      | -      | -      |
| 2006 - 2007 | FC Bâle                | Suisse     | Super League           | 34          | 7           | ?            | ?            | C3     | 5      | 2      |
| 2007 - 2008 | Gençlerbirliği OFTAŞ   | Turquie    | Turkcell Süper Lig     | 24          | 8           | ?            | ?            | /      | -      | -      |
| 2007 - 2008 | Derby County           | Angleterre | Premier League         | 12          | 0           |              |              |        |        |        |
| 2008 - 2009 | Derby County           | Angleterre | Championship           | 15          | 2           | 2            |              |        |        |        |
| 2009 - 2010 | Perth Glory            | Australie  | A-League               | 23          | 6           | 3            | 0            |        |        |        |
| 2010 - 2011 | Perth Glory            | Australie  | A-League               | 23          | 5           | 6            | 0            |        |        |        |
| 2011 - 2012 | Perth Glory            | Australie  | A-League               | 16          | 4           | 0            | 0            |        |        |        |
| 2012 - 2012 | Dalian Aerbin          | Chine      | Chinese Super League   | 14          | 0           | 0            | 0            |        |        |        |
| 2012 - 2013 | Central Coast Mariners | Australie  | A-League               | 21          | 1           | 2            |              |        |        |        |

## Palmarès
- Championnat d'Australie en 2013 avec Central Coast Mariners
- Champion de Suisse en 2005 avec Bâle
- Vainqueur de la Coupe de Suisse en 2007 avec Bâle
- Finaliste de la Coupe Intertoto en août 2002 avec le Lille OSC

## Sélections
- 42 sélections en équipe d'Australie A pour 8 buts
- 1re sélection en équipe d'Australie A : le 15 novembre 2000 à Glasgow,  Écosse 0-2  Australie
- 7 sélections en équipe d'Australie des moins de 23 ans
- 6 sélections et 3 buts en équipe d'Australie des moins de 20 ans